# Puerto de Mogán
Puerto de Mogán è una località turistica nel comune di Mogán, situata alla foce di una valle scoscesa sulla costa sud-occidentale dell'isola di Gran Canaria.
Il soprannome di "Piccola Venezia" o "Venezia delle Canarie" le è stato dato per via dei canali che collegano il porto turistico al porto dei pescatori. La sua spiaggia (spiaggia di Mogán o playa de Mogán) è molto frequentata dai turisti, soprattutto nel periodo estivo. Sul porto turistico e sulla spiaggia si affacciano molti bar e ristoranti.
A Puerto de Mogán sono presenti pochissimi edifici alti più di due piani e il governo di Gran Canaria limita le nuove costruzioni che superino quell'altezza.

## Accesso
Puerto de Mogán si può raggiungere tramite una nuova estensione dell'autostrada GC-1 (aperta a marzo 2013) che termina a nord del villaggio, inoltre è possibile raggiungere questa località con diverse linee di autobus.

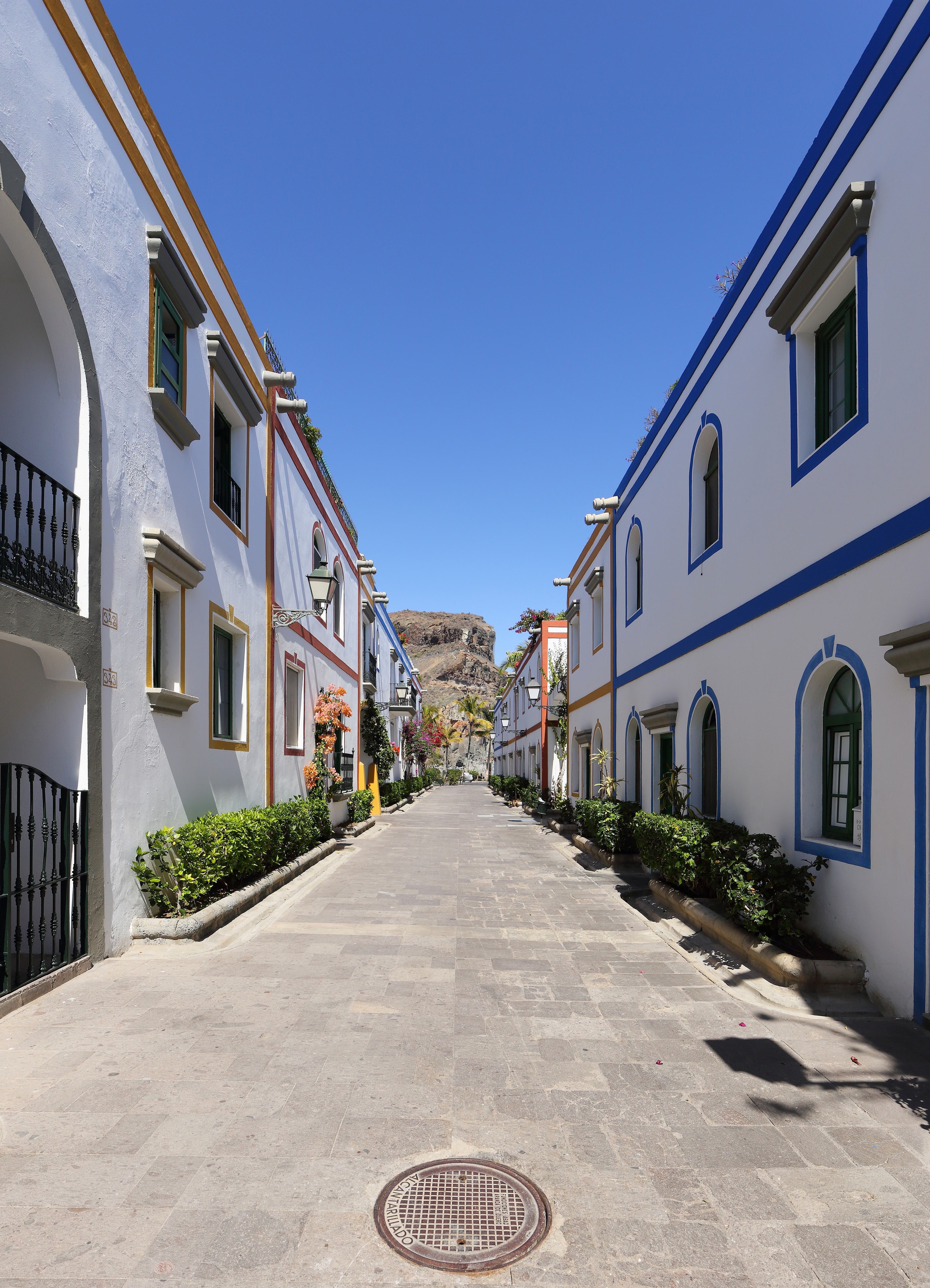
Vicolo
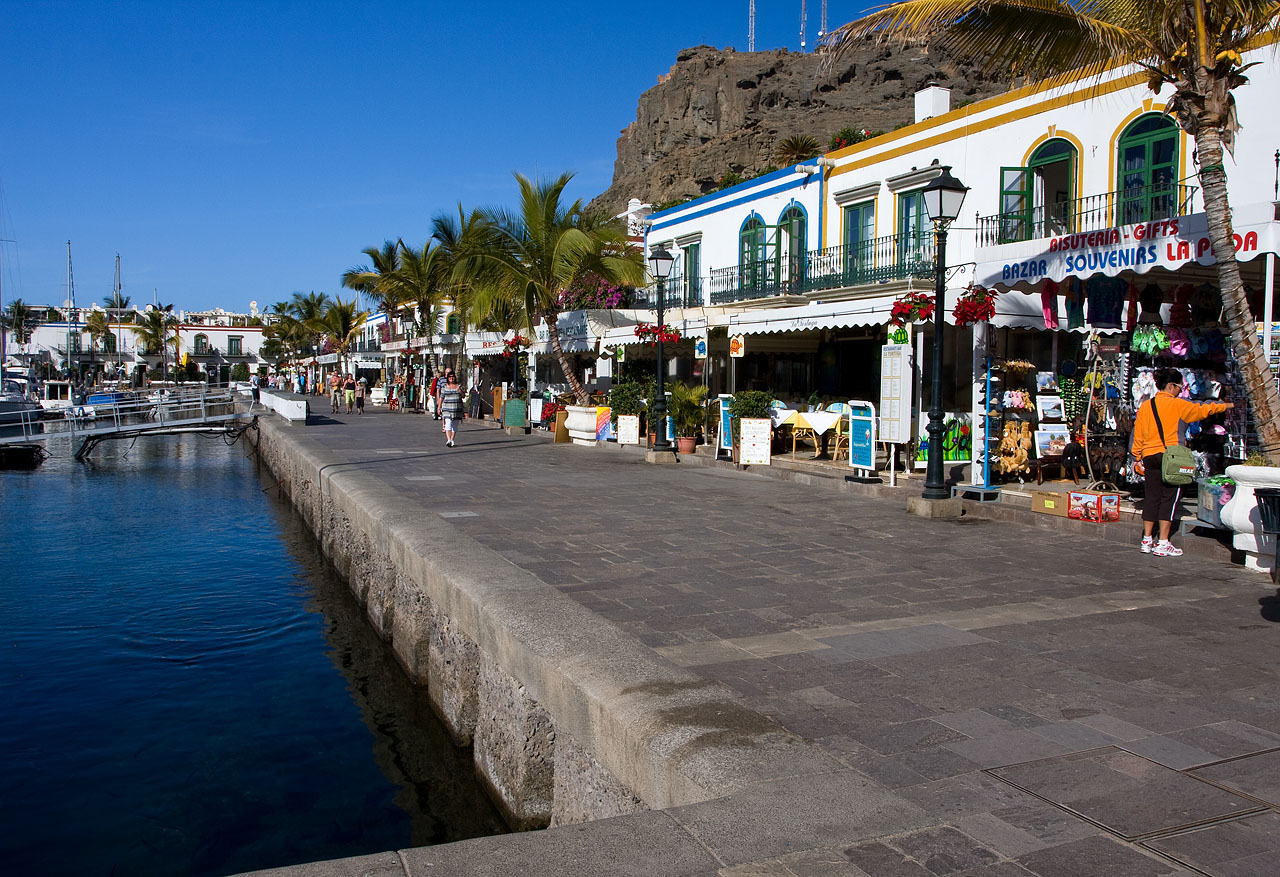
Puerto de Mogán
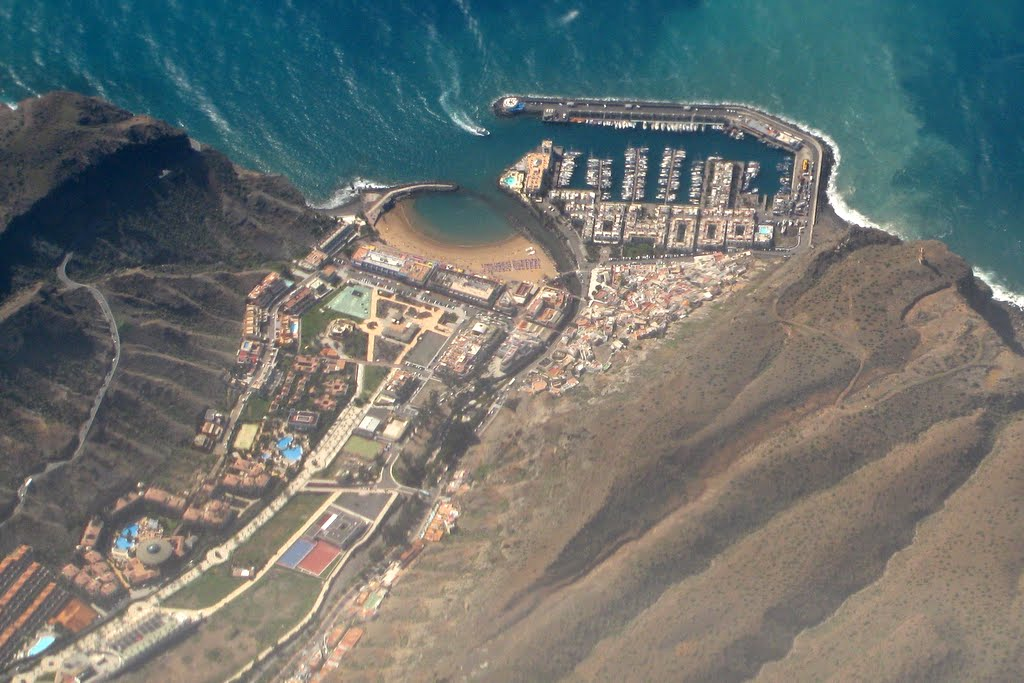
Vista aerea di Puerto de Mogán
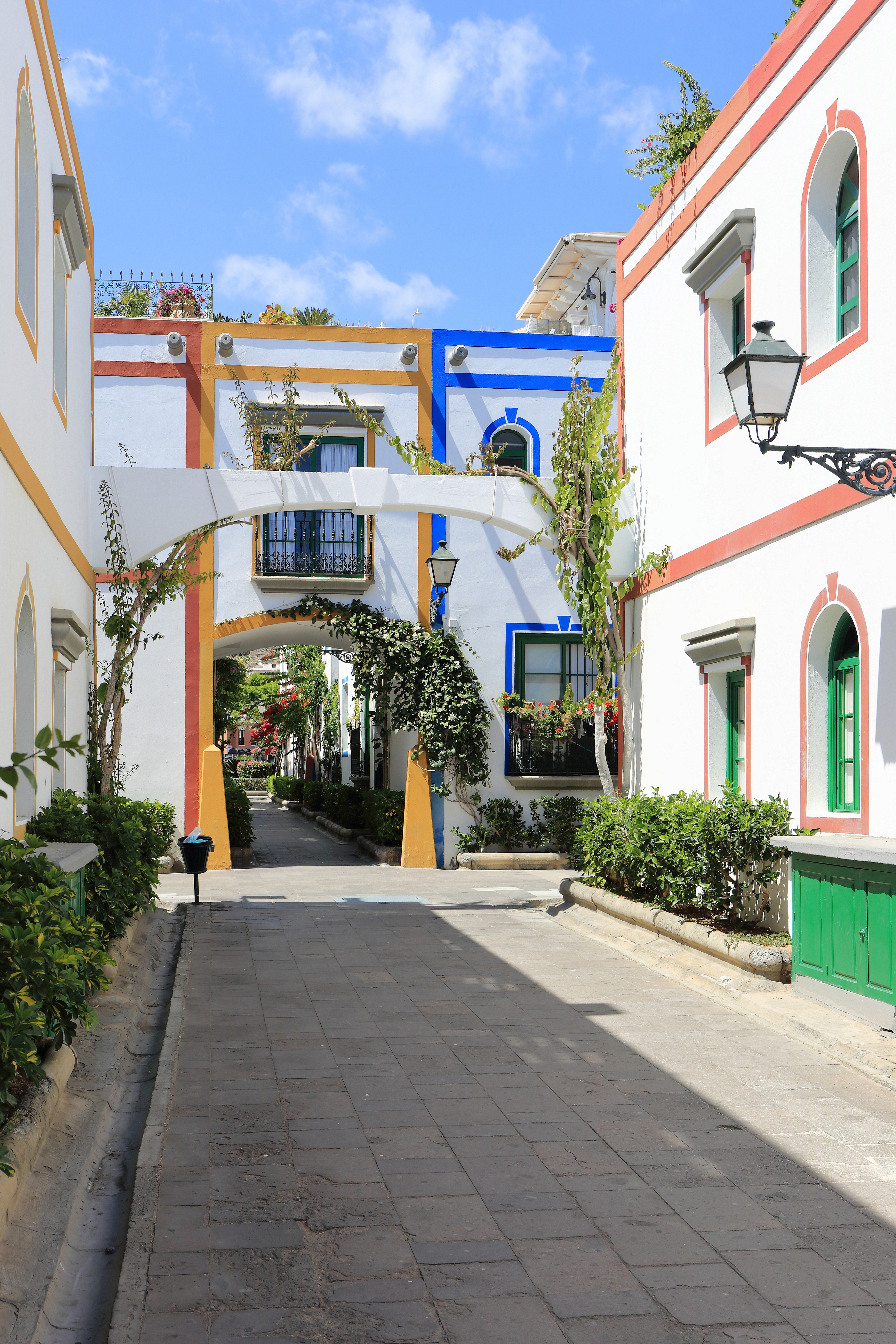
Vicolo

## Siti del patrimonio

### Archeologia
Nel comune sono presenti tre siti classificati come proprietà di interesse culturale nella categoria "zona archeologica":
- Cañada de los Gatos o Lomo los Gatos ("valle dei gatti"), alla foce della valle di Mogán che si apre sulla spiaggia di Mogan[4][5]
- Cañada de la Mar ("valle del mare"), dichiarata proprietà archeologica di interesse culturale nel 2005[6]
- La Cogolla de Veneguera[7][8]

### Etnologia
Il mulino a vento di Mogán, noto anche come Molino quemado ("mulino bruciato"), è stato classificato dal 2002 come sito del patrimonio nella categoria etnologica. Si trova nella valle del Mogán a 7 chilometri (4,3 mi) a nord-est di Puerto de Mogán.